# Regió econòmica de Sibèria de l'Est
La regió econòmica de Sibèria de l'Est (en rus: Восто́чно-Сиби́рский экономи́ческий райо́н; vostotxno-sibirski ekonomítxeski raion) és una de les dotze regions econòmiques de Rússia.

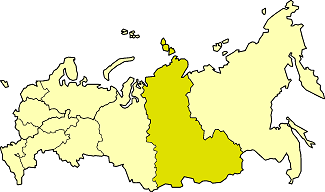
Regió econòmica de Sibèria de l'Est al mapa de Rússia.

En aquesta regió d'altiplans, muntanyes i conques fluvials, les ciutats principals són Krasnoiarsk, Irkutsk, Ulan-Udè, i Txità que estan situades al llarg del recorregut del ferrocarril transsiberià. Una de les seves línies uneix Ulan-Udè amb Mongòlia i Beijing, Xina. Hi ha plantes hidroelèctriques a Bratsk, Krasnoiarsk i Irkutsk. Hi ha mineria de carbó, or, grafit, minerals de ferro, minerals amb alumini, zinc, i plom i s'hi cria ramaderia.

## Composició
- República de Buriàtia
- Óblast d'Irkutsk
- República de Khakàssia
- Krai de Krasnoiarsk
- República de Tuvà
- Krai de Zabaikàlie

## Indicadors soio-econòmics
És una zona de poca densitat de població amb alta ocupació laboral i alta productivitat respecte a l'estàndard de Rússia.
Hi ha poca migració humana cap aquesta zona i l'esperança de vida és menor que la mitjana de Rússia.